# Line 6

Logo de Line 6.

Line 6, entreprise fondée en 1996 et basée à Agoura Hills, Californie, est un fabricant de guitares et d'amplificateurs, et de multi-effets numériques pour les instruments. La plupart des produits Line 6 cherchent à modéliser le son d'amplificateurs et pédales d'effets classiques. 

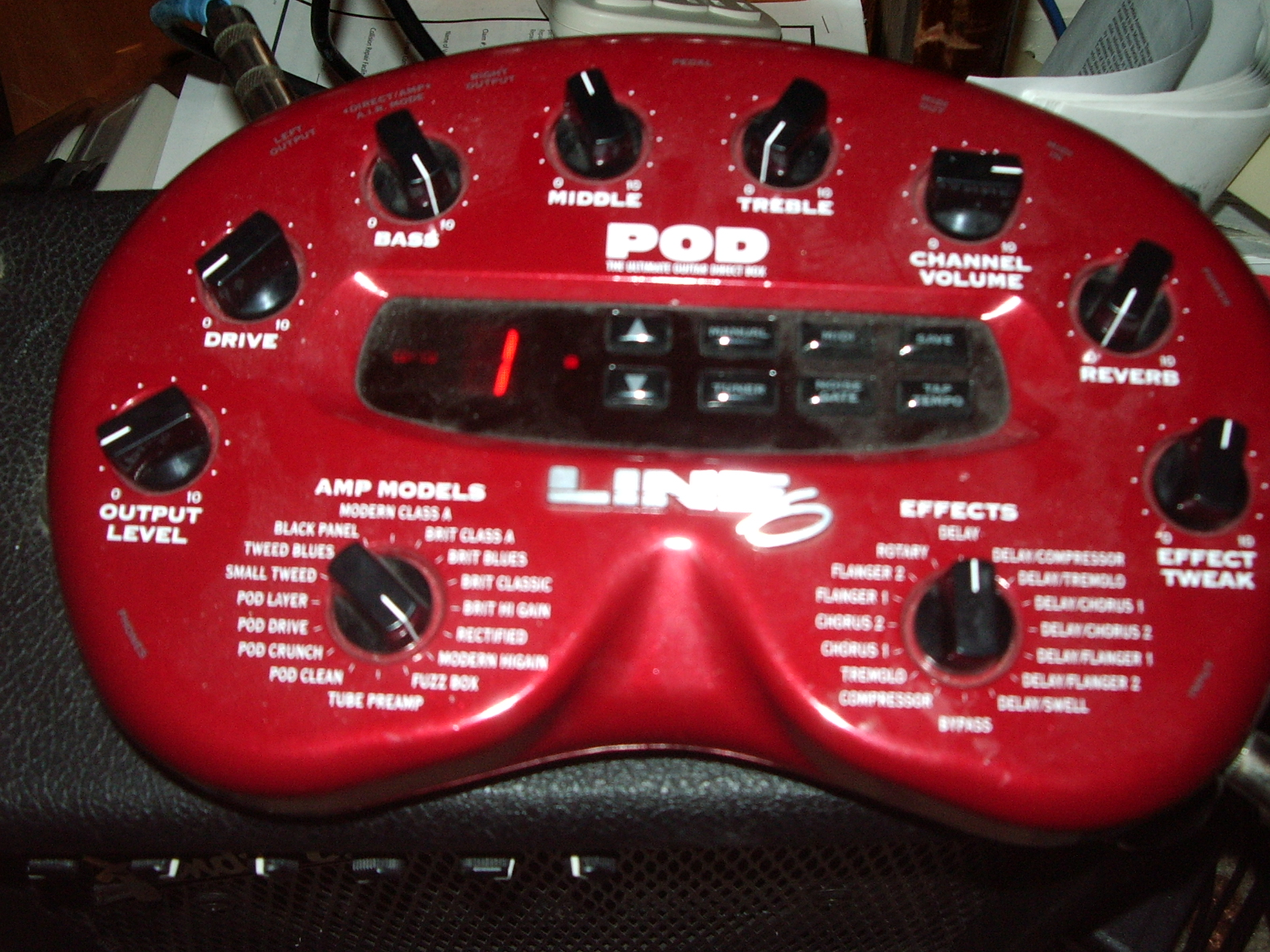
Line 6 Pod 2.0.

La compagnie a connu une expansion rapide dans les années 2000 grâce au succès du POD, qui imitait le son de nombreux amplificateurs pour guitare (classiques et modernes), ainsi que de chaînes de pédales d'effet, d'enceintes, et de quelques microphones. L'entreprise a également commercialisé les premiers amplificateurs numériques pour guitare électrique, fonctionnant à modélisation.  

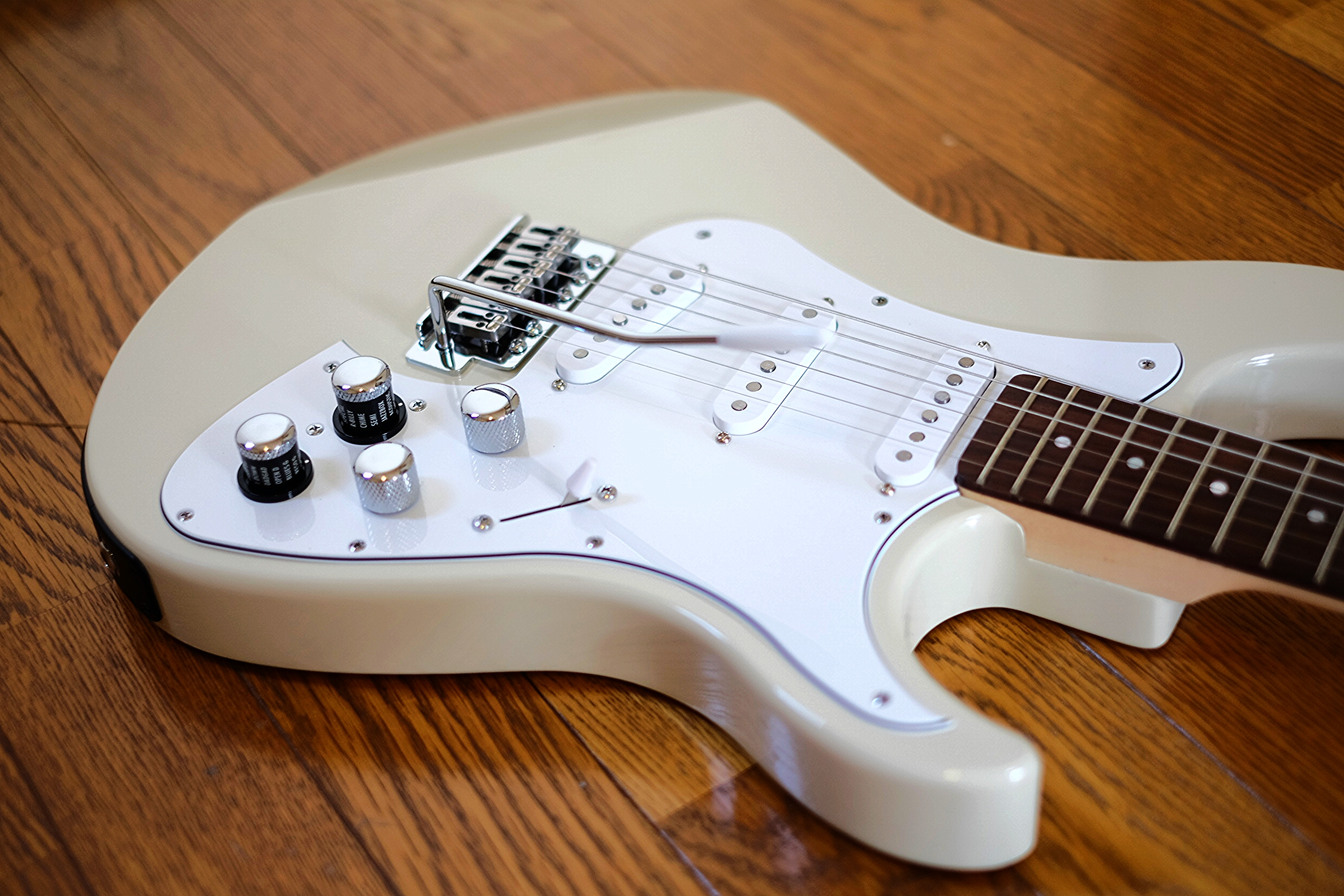
Line 6 Variax Standard.

En 2003, Line 6 commercialise une guitare à modélisation, la Variax, qui vise à reproduire le son de différentes guitares électriques ou acoustiques.  
La société est depuis 2013 propriété de l'entreprise japonaise Yamaha.